# نوري توران
نوري توران (بالتركية: Nuri Turan)‏ هو منافس ألعاب قوى تركي، ولد في 4 يوليو 1924.

## وصلات خارجية
- نوري توران على موقع أوليمبيديا (الإنجليزية)